# Вероника решает умереть (фильм)
«Веро́ника реша́ет умере́ть» (англ. Veronika Decides to Die) — художественный фильм Эмили Янг в жанре драмы, экранизация одноимённого произведения Пауло Коэльо. Главные роли в фильме исполняют Сара Мишель Геллар, Джонатан Такер, Мелисса Лео, Дэвид Тьюлис и Эрика Кристенсен.
В России фильм вышел на экраны — 11 марта 2010 года.
Место действия фильма перенесено в Нью-Йорк (в романе это была Любляна, Словения).
Как сообщается, ранее в проекте принимала участие Кейт Босуорт.

## Сюжет
Вероника (Сара Мишель Геллар) имела всё, но ей надоела её серая жизнь и она решила покончить жизнь самоубийством, приняв большое количество снотворного.
Однако ей это не удалось, и она очнулась в больнице для душевнобольных Виллете. Как оказалось, её сердце было подорвано большим количеством лекарств и жить ей осталось мало времени.
Прожив некоторое время в больнице, она вновь обретает тягу к жизни и решает убежать вместе с душевнобольным Эдвардом (Джонатан Такер).

## В ролях
- Сара Мишель Геллар — Вероника / Veronika
- Джонатан Такер — Эдвард / Edward
- Мелисса Лео — Мари / Mari
- Дэвид Тьюлис — Доктор Блейк / Dr. Blake
- Эрика Кристенсен — Клэр / Claire

## Создание фильма
Съёмки фильма проводились с 12 мая до 22 июня 2008 года в Нью-Йорке. Экранизацией занимались компании «Muse Productions», «Das Films» и «Velvet Steamroller Entertainment».

## Музыка к фильму
В фильме Вероника играет на пианино композиции Мюррея Голда The Recital in the Night из сборника Piano Set и Яна Тирсена Comptine d’un autre ete — L’apres midi.